# Esther Segal
Esther Segal (1895–1974) foi uma poetisa canadiana da língua iídiche nascida na Ucrânia.
Segal nasceu em Slobkovitz, filha de um cantor e parte de uma família chassídica de sete filhos que também incluía o seu irmão, o poeta Jacob Isaac Segal. Após a morte do seu pai, ao longo dos anos 1900 e 1910, a família gradualmente se estabeleceu em Montreal, onde moravam as irmãs da sua mãe. A própria Segal emigrou em 1909. Ela recebeu educação num cheder na Ucrânia e frequentou a escola noturna em Montreal, bem como o Jewish Teacher's Seminary na cidade de Nova York.
Ela casou-se com o poeta A. S. Shkolnikov e eles tiveram uma filha, Mashe.
Ela publicou poesia a partir de 1922 no jornal literário iídiche de 1922 na Epokhe ("Epoch"). Ela publicou frequentemente em jornais e antologias, incluindo Yidishe dikhterins: Antologye (poetisas iídiche: uma antologia, editada por Ezra Korman); publicou apenas um único volume de poesia, Lider ("Poemas", 1928).
Shkolnikov morreu em 1962 e ela seguiu Mashe para Israel em 1965.